# مجموعة غير منتهية

الأعداد الحقيقية ومجموعاتها الفرعية

في نظرية المجموعات، مجموعة غير منتهية (بالإنجليزية: Infinite set) هي مجموعة ليست بمجموعة منتهية. ممكن أن تكون المجموعات غير المنتهية معدودة أو غير معدودة. بعض الأمثلة:
- مجموعة الأعداد الصحيحة {..., 2, 1, 0, 1-, 2-, ...}، هي مجموعة غير منتهية معدودة.
- مجموعة الأعداد الحقيقية هي مجموعة غير منتهية غير معدودة.

## خصائص
ريما تكون خصائص المجموعات غير المنتهية مفاجئة لمن اعتاد التعامل مع المجموعات المنتهية فقط (التي هي المجموعات التي نراها في حياتنا اليومية). توضيح شائع لبعض خصائص المجموعات غير المنتهية يظهر على يد الرياضياتي ديفيد هيلبرت، في قصته التي سميت فندق هيلبرت.
خصائص المجموعات غير المنتهية:
- إذا كان معطى مجموعة غير منتهية من المجموعات (مجموعة غير منتهية عناصرها مجموعات)، اتحاد هذه المجموعات هو مجموعة غير منتهية.
- مجموعة القوة لمجموعة غير منتهية هي مجموعة غير منتهية التي عددها الأصلي أكبر (وفقا لمبرهنة كنتور).
- كل مجموعة التي لها مجموعة جزئية غير منتهية هي مجموعة غير منتهية.
- عندما تقسم مجموعة غير منتهية لعدد محدود من المجموعات الجزئية، واحدة منهم على الأقل غير منتهية.
- الضرب الديكارتي لمجموعة غير منتهية ومجموعة التي هي ليست مجموعة خالية هي مجموعة غير منتهية.

## تاريخ
أول ظهور للمجموعات غير المنتهية كان في كتاب جاليليو علمين جديدين الذي كتبه عندما كان تحت الإقامة الجبرية في منزله من قبل محاكم التفتيش.

يناقش جاليليو أن مجموعة الأعداد المربعة S = {1,4,9,16,25,...}‎
هي بنفس حجم مجموعة الأعداد الطبيعية N = {1,2,3,4,5,...}‎ ولذلك لأنه هنالك اقتران تبايني بين المجموعتين:
1<-->1, 2<-->4, 3<-->9, 4<-->16, 5<-->25,...
مع ذلك، كما يقول، S هي مجموعة جزئية من N و S أيضا تصبح أقل كثافة عندما تصبح الأعداد أكبر.